# Rhizoctonia versicolor
Rhizoctonia versicolor é uma espécie de fungo pertencente à família Ceratobasidiaceae.